# Flashdance
Flashdance és una pel·lícula estatunidenca del 1983, dirigida per Adrian Lyne i protagonitzada per Jennifer Beals com una jove ballarina apassionada que aspira a ser professional ballarina (Alex), al costat de Michael Nouri interpretant el seu pretendent més gran que ella i el propietari de la siderúrgica on treballa de dia a Pittsburgh. Va ser la primera col·laboració entre els productors Don Simpson i Jerry Bruckheimer, i la presentació d'algunes seqüències a l'estil de vídeo musical va influir en altres pel·lícules dels anys vuitanta, incloent Footloose,  Purple Rain, i Top Gun, la producció més famosa de Simpson i Bruckheimer. Va ser també una de les primeres estrenes cinematogràfiques importants de Lyne, basant-se en la reputació de fer populars anuncis de televisió. Les elaborades seqüències de ball d'Alex van ser rodades amb dobles (la doble principal de Beals va ser l'actriu francesa Marine Jahan no acreditada, mentre que un moviment de breakdance va ser duplicat pel ballarí masculí Crazy Legs.
Va ser un èxit de taquilla sorpresa, convertint-se en la tercera pel·lícula amb més ingressos del 1983 als Estats Units. la recaptació bruta mundial va superar els 200 milions de dòlars. La banda sonora, compilada per Giorgio Moroder, va generar diverses cançons d’èxit, inclosa Maniac (interpretada per Michael Sembello), i la guanyadora de l'Oscar Flashdance... What a Feeling, que va ser escrita per a la pel·lícula per Moroder, amb lletres de Keith Forsey i la cantant Irene Cara.
A més de l'Oscar, va obtenir premis als BAFTA, Globus d'Or i Grammy.

## Argument
L'Alexandra Alex Owens (Jennifer Beals) és una noia que somnia a arribar a ser una ballarina professional. Per finançar la seva vida i els seus somnis treballa en una indústria d'acer durant el dia, i de nit balla en un bar cabaret, on la majoria dels clients també treballen a la indústria d'acer. El seu cap és en Nick Hurley (Michael Nouri), qui no coneix l'Alexandra personalment. Una nit la veu que balla al cabaret i se n'enamora.

## Repartiment

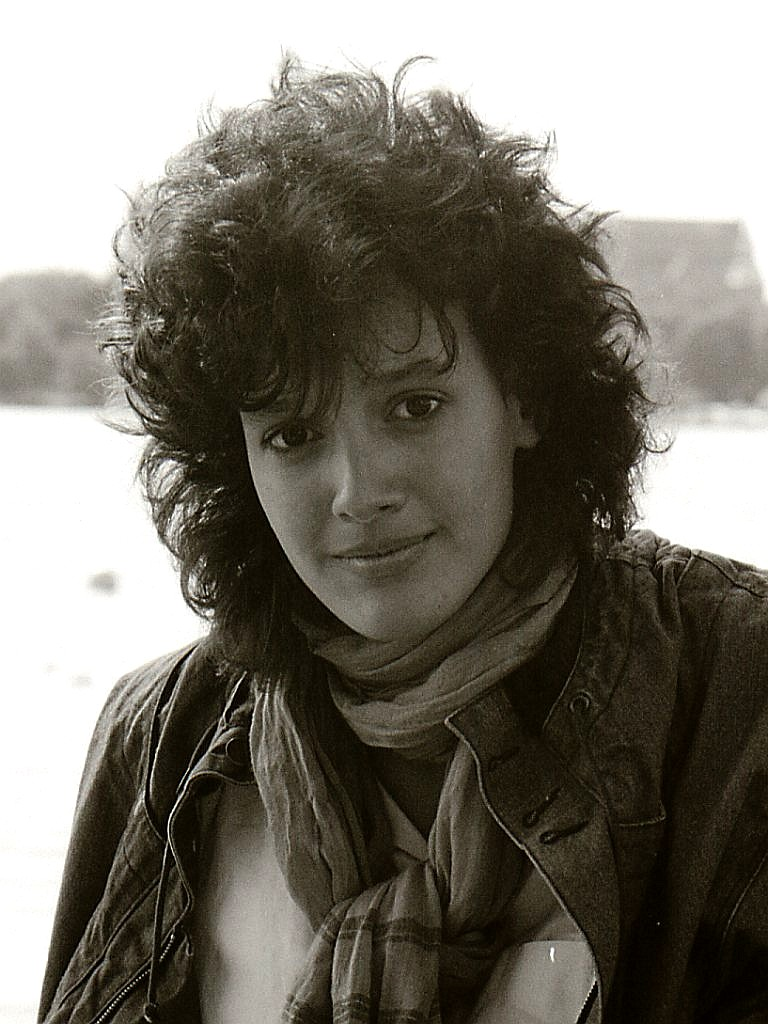
Jennifer Beals a Suècia durant la promoció de Flashdance al juliol de 1983.

- Jennifer Beals - Alexandra "Alex" Owens
- Michael Nouri - Nick Hurley
- Lilia Skala - Hanna Long
- Sunny Johnson - Jeanie Szabo
- Kyle T. Heffner - Richie
- Lee Ving - Johnny C.
- Ron Karabatsos - Jake Mawby
- Belinda Bauer - Katie Hurley
- Malcolm Danare - Cecil
- Phil Bruns - Frank Szabo
- Micole Mercurio - Rosemary Szabo
- Lucy Lee Flippin - Secretaria
- Don Brockett - Pete
- Cynthia Rhodes - Tina Tech
- Durga McBroom - Heels
- Stacey Pickren - Margo
- Liz Sagal - Sunny
- Marine Jahan - Alex Owens en les secuències de dansa

## Banda Sonora
La musicalització de la pel·lícula va anar a càrrec de Giorgio Moroder. El disc de la banda sonora conté 10 cançons i té una durada aproximada de 36 minuts.
Les cançons incloses a la banda sonora són:
|     |                                   |                                                             |                  |         |  |
| N.º | Títol                             | Escriptor(es)                                               | Intèrpret        | Duració |  |
| 1.  | «Flashdance... What a Feeling»    | Giorgio Moroder, Keith Forsey, Irene Cara                   | Irene Cara       | 3:53    |  |
| 2.  | «He's a Dream»                    | Shandi Sinnamon, Ronald Magness                             | Shandi Sinnamon  | 3:28    |  |
| 3.  | «Love Theme from Flashdance»      | Giorgio Moroder                                             | Helen St. John   | 3:27    |  |
| 4.  | «Manhunt»                         | Doug Cotler, Richard Gilbert                                | Karen Kamon      | 2:36    |  |
| 5.  | «Lady, Lady, Lady»                | Moroder, Forsey                                             | Joe Esposito     | 4:09    |  |
| 6.  | «Imagination»                     | Michael Boddicker, Jerry Hey, Phil Ramone, Michael Sembello | Laura Branigan   | 3:35    |  |
| 7.  | «Romeo»                           | Pete Bellotte, Sylvester Levay                              | Donna Summer     | 3:13    |  |
| 8.  | «Seduce Me Tonight»               | Moroder, Forsey                                             | Cycle V          | 3:31    |  |
| 9.  | «I'll Be Here Where the Heart Is» | Kim Carnes, Duane Hitchings, Craig Krampf                   | Kim Carnes       | 4:36    |  |
| 10. | «Maniac»                          | Sembello, Dennis Matkosky                                   | Michael Sembello | 4:04    |  |

## Premis
- Oscar 1984: a la millor música original (Giorgio Moroder, Keith Forsey i Irene Cara)
- Premi BAFTA 1984: al mejor muntatge
- Premi Globus d'Or 1984: a la millor música per a cinema (Giorgio Moroder)
- Premi Globus d'Or 1984: a la millor cançó original (Flashdance...What a Feeling) Giorgio Moroder, Keith Forsey i Irene Cara
- Premi Grammy 1984: al millor àlbum original per a pel·lícula o televisió
- Premi Image 1984: a l'actriu més destacada (Jennifer Beals)
- Premi People's Choice 1984: a la cançó preferida (Flashdance...What a Feeling)
- Premi National Music Publisher's Association 1984: a la millor cançó en cinema (Flashdance...What a Feeling)
- Premi Blue Ribbon 1984: a la millor pel·lícula en idioma estranger (Adrian Lyne)
- Premi Hochi Film 1983: a la millor pel·lícula en idioma estranger
- Premi Golden Screen 1984: a Universal International Pictures (distribuïdora)